# جامع الأندلس
جامع الأندلس أو جامع الأندلسيين هو مسجد عريق بمدينة فاس، المغرب. بنته مريم الفهرية سنة 859 م وكان قائما في الضفة اليمنى لوادي فاس (عدوة الأندلس). الحدود الحالية تعود إلى وقت الناصر موحدون وقد أضاف إليه المرينون نافورة في الفناء، ومكتبة وخلال حكم العلويين أمر المولاي إسماعيل بتجديده.
يعتبر الجامع من أقدم المساجد بفاس أخد مكان مسجد الأنوار الذي يعتبر أقدمها حيث تم بناءه سنة سنة 808.